# Parijs-Tours 2009
De 103e editie van Parijs-Tours werd gehouden op 10 oktober 2009. De wedstrijd startte in Chartres en eindigde in Tours. De afstand was 230 kilometer.

## Verloop
In het eerste uur glipten er al tien man weg. Ze kregen maximum 7'45" voorsprong. Maar toen Quick Step, Silence-Lotto en Garmin begonnen te rijden smolt die voorsprong snel weg en op 10 kilometer van de finish was de kopgroep ingelopen. André Greipel gaf op na een val.
Op 8 kilometer van de streep was er een aanval van Greg Van Avermaet, die Tom Boonen en zijn ploeggenoot Philippe Gilbert meekreeg. Even later pikte ook Borut Božič aan. Nadat Van Avermaet zich 'leeg' had gereden, moest hij lossen en reed het trio naar de meet om voor de winst te gaan sprinten. Op de Avenue de Grammont liet Gilbert Boonen en Božič achter zich en won de wedstrijd voor de tweede keer op rij. Achter hen sprintte Filippo Pozzato in een pelotonspurt naar de vierde plaats vóór Óscar Freire.
| Parijs-Tours 2009 (230 km) |                     |                    |          |
| Plaats                     | Naam                | Ploeg              | Tijd     |
| Winnaar                    | Philippe Gilbert    | Silence-Lotto      | 5u12'23" |
| 2                          | Tom Boonen          | Quick Step         | z.t.     |
| 3                          | Borut Božič         | Vacansoleil        | + 2"     |
| 4                          | Filippo Pozzato     | Katjoesja          | + 16"    |
| 5                          | Óscar Freire        | Rabobank           | z.t.     |
| 6                          | Francesco Gavazzi   | Lampre-NGC         | z.t.     |
| 7                          | Gerben Löwik        | Vacansoleil        | z.t.     |
| 8                          | Pablo Lastras       | Caisse d'Epargne   | z.t.     |
| 9                          | Martin Reimer       | Cervélo TestTeam   | z.t.     |
| 10                         | Jawhen Hoetarovitsj | Française des Jeux | z.t.     |

1896 · 
1897-1900 · 
1901 · 
1902-1905 · 
1906 · 
1907 · 
1908 · 
1909 · 
1910 · 
1911 · 
1912 · 
1913 · 
1914 · 
1915-1916 · 
1917 · 
1918 · 
1919 · 
1920 · 
1921 · 
1922 · 
1923 · 
1924 · 
1925 · 
1926 · 
1927 · 
1928 · 
1929 · 
1930 · 
1931 · 
1932 · 
1933 · 
1934 · 
1935 · 
1936 · 
1937 · 
1938 · 
1939 · 
1940 · 
1941 · 
1942 · 
1943 · 
1944 · 
1945 · 
1946 · 
1947 · 
1948 · 
1949 · 
1950 · 
1951 · 
1952 · 
1953 · 
1954 · 
1955 · 
1956 · 
1957 · 
1958 · 
1959 · 
1960 · 
1961 · 
1962 · 
1963 · 
1964 · 
1965 · 
1966 · 
1967 · 
1968 · 
1969 · 
1970 · 
1971 · 
1972 · 
1973 · 
1974 · 
1975 · 
1976 · 
1977 · 
1978 · 
1979 · 
1980 · 
1981 · 
1982 · 
1983 · 
1984 · 
1985 · 
1986 · 
1987 · 
1988 · 
1989 · 
1990 · 
1991 · 
1992 · 
1993 · 
1994 · 
1995 · 
1996 · 
1997 · 
1998 · 
1999 · 
2000 · 
2001 · 
2002 · 
2003 · 
2004 · 
2005 · 
2006 · 
2007 · 
2008 · 
2009 · 
2010 · 
2011 · 
2012 · 
2013 · 
2014 · 
2015 · 
2016 · 
2017 · 
2018 · 
2019 ·
2020 ·
2021 ·
2022 ·
2023 ·
2024 ·